# Tusing Peak
Der Tuning Peak ist ein 2652 m hoher Berggipfel im westantarktischen Marie-Byrd-Land. In der Executive Committee Range ragt er im Zentrum des Massivs des Mount Hartigan auf. 
Der United States Geological Survey (USGS) kartierte ihn anhand eigener Vermessungen und Trimetrogon-Luftaufnahmen der United States Navy aus den Jahren von 1958 bis 1960. Das Advisory Committee on Antarctic Names benannte ihn 1962 nach Allen D. Tusing, Meteorologe auf der Byrd-Station im Jahr 1959.